# Mile Magdić
Mile Magdić (Ogulin, 29. rujna 1847. – Zagreb, 3. veljače 1931.) je bio hrvatski povjesničar.
Studirao je povijest u Grazu. Po povratku u Hrvatsku je radio kao gimnazijski profesor u Klasičnoj gimnaziji u Zagrebu (od 1924. do 1931. godine), Senju i Osijeku i kao gimnazijski ravnatelj u Srijemskoj Mitrovici, Gospiću i Varaždinu.
Bavio se poviješću i kulturnom baštinom grada Ogulina, Senja, Primorja, Like i Krbave. Napisao je Topografiju i povijest Ogulina, Topografiju i povijest grada Senja, Život i djela Senjanina Mateše Antuna pl. Kuhačevića hrvatskoga pjesnika 18. vijeka i još neka djela.